# Metaschoepita
La metaschoepita és un mineral de la classe dels òxids que pertany al grup de la schoepita.

## Característiques
La metaschoepita és un òxid de fórmula química (UO₂)₈O₂(OH)₁₂·10H₂O. Cristal·litza en el sistema ortoròmbic. Pot aparèixer com a producte de la deshidratació de l'schoepita, i pot deshidratar-se a paulscherrerita.
Segons la classificació de Nickel-Strunz, la metaschoepita pertany a «04.GA: Uranil hidròxids sense cations addicionals» juntament amb els següents minerals: paraschoepita, schoepita, paulscherrerita, ianthinita, metastudtita i studtita.

## Formació i jaciments
Va ser descoberta a la mina Shinkolobwe, situada al districte de Kambove (Província d'Alt Katanga, República Democràtica del Congo). També ha estat descrita a Namíbia, el Pakistan, el Japó, Austràlia, Mèxic, els Estats Units, el Canadà, Alemanya, Itàlia, Suïssa i la República Txeca.